# Wisconsins flagga
Wisconsins flagga är en amerikansk delstatsflagga som antogs 1913. Delstatens vapen syns i mitten av flaggan på blå botten, omringad av delstatens namn och året Wisconsin blev en delstat, 1848, i vitt.

## Bakgrund
En variant på flaggan designades ursprungligen 1863 till delstatens regementen. Det var på uppmaning av krigsledningen under amerikanska inbördeskriget eftersom en flagga behövdes i fält.
Flaggan fick officiell status för delstaten Wisconsin 1913. Den blå färgen stod då för lojalitet mot unionen och var en rest från amerikanska inbördeskriget. Flera delstatsflaggor introducerades vid tiden före första världskriget, och de som tillhört Nordstaterna fick ofta blå bakgrund. Flaggan kritiserades av ledamoten i Wisconsins legislatur William N. Belter 1953 då den var för kostsam att tillverka på grund av detaljrikedomen.
År 1941 hade Carl R. Eklund med sig en wisconsinflagga på antarktisexpeditionen United States Antarctic Service Expedition ledd av Richard Byrd. Han hade fått den av Wisconsins guvernör inför resan, och han reste den bredvid den amerikanska flaggan vid expeditionens sydligaste punkt, ungefär 80 mil från sydpolen.
Delstatssenaten försökte år 1973 lägga till namnet Wisconsin på den dåvarande flaggan som bara hade sigillet, men kritiserades med motivering att den redan var rörig. Trots det lades namnet och årtalet 1848 till sex år senare, för att tydliggöra vilken delstat den representerade och i synnerhet särskilja den från det stora antalet delstatsflaggor med delstatssigillet på blå bakgrund.

## Beskrivning
Flaggan består av en blå bakgrund med delstatsvapnet i mitten. Ovanför vapnet finns delstatens namn och under vapnet finns årtalet 1848. Precis ovanför vapnet finns en grävling samt texten "Forward". I mitten finns en sköld med en plog för jordbruket, en hacka och en spade för gruvorna, en arm och en hammare för tillverkning och ett ankare för navigation. I mitten av skölden finns USA:s statsvapen. Bredvid skölden är en seglare och en bonde för att visa arbetet på land och i vatten. Längst ner finns 13 tackor för att visa mineraler i gruvor samt de tretton kolonierna.